# Johann Ludwig von Jordan
Johann Ludwig Jordan, seit 1816 von Jordan, auch Jean Louis von Jordan (* 3. September 1773 in Berlin; † 4. September 1848 in Dresden) war ein preußischer Diplomat.

## Leben

### Herkunft und Familie
Johnann Ludwig entstammte einer Familie von Hofjuwelieren aus der französischen Kolonie in Berlin. Sein Großvater war André Jordan (1708–1778), seine Eltern Pierre Jordan (1737–1791) und Jeanne, geb. Delas (1746–1814). Er vermählte sich 1796 mit Henriette Hotho (1775–1844). Aus der Ehe gingen zwei Söhne hervor, mit denen seine Linie im Mannesstamm bereits erlosch. Der sächsische General der Infanterie Erwin von Minckwitz (1838–1921) war zweiter Gatte seiner Enkeltochter Therese von Jordan.

### Werdegang
Nach einem Jura-Studium an der Universität Halle war er zunächst bei der französischen Justizkammer in Berlin angestellt. Auf Empfehlung des Staatsministers Thulemeyer wurde er 1799 Geheimsekretär im Ministerium der auswärtigen Angelegenheiten. 1802 wurde er zum Kriegsrat ernannt und durch Karl August von Hardenberg, der sein Gönner war und blieb, allmählich zu wichtigeren politischen Geschäften herangezogen. Bei Verhandlungen mit Frankreich im Jahr 1806 hatte er so viel Gewandtheit gezeigt, dass er auch in den darauffolgenden Jahren vielfach zu derartigen Unterhandlungen hinzugezogen wurde. Im Ministerium der auswärtigen Angelegenheiten stieg er 1810 zum Sektionschef auf und wurde zum Staatsrat ernannt. 
Während der Feldzüge der Befreiungskriege von 1813 und 1814 war er ständig dem Staatskanzler Hardenberg zur Seite, insbesondere bei den Verhandlungen zum Ersten Pariser Frieden und auf dem Wiener Kongress. Im Jahr 1814 erfolgte seine Ernennung zum Wirklichen Geheimen Legationsrat. Am 17. Januar 1816 erhob ihn König Friedrich Wilhelm III. in den Adelsstand. Nachdem er in den Jahren von 1816 bis 1818 in außerordentlichen Missionen in Warschau, Wien und Dresden erfolgreich tätig gewesen war, wurde er 1819 zum Gesandten am königlich sächsischen Hof in Dresden ernannt. Den Gesandtschaftsposten in Dresden hatte er bis kurz vor seinem Tod im Jahr 1848 inne.